# فحص المستقيم
فحص المستقيم هو إدخال أداة في تجويف الشرج لدى الإنسان أو الحيوان لتقييم حالة أقل الأمعاء.
الأدوات المستعملة تشمل زرديات، ملقط، كابلات الألياف الضوئية، المحاقن، القطارات، المحارير، وبالونات متخصصة.
غالبا ما يستخدم لتحديد مشاكل الهضم؛ ومع ذلك، يمكن أن تستخدم أيضا لتحديد الطفيليات، وتلف الجهاز، وفيضانات الشرج، وكدمات الشرج، والأجسام الأجنبية في تجويف المستقيم.

## اقرأ أيضا
1. منظار شرج